# Marlot (landgoed)
Landgoed Marlot is een landgoed in Den Haag. Het gebied grenst aan de voormalige buitenplaats Reigersbergen die met het Haagse Bos en het Malieveld een groene zone vormt tot het centrum van Den Haag. Aan de kant van de Leidsestraatweg ligt het landgoed voor een deel op een oude strandwal. De ernaast gelegen oude strandvlakte is in de loop der eeuwen overdekt met veen.

## Het huis
Al in de vijftiende eeuw stond ter plaatse een boerenhofstede, genaamd de 'Blaauwe Camer'. Rond het jaar 1600 bouwt Adriaan van der Velde er een nieuwe herenboerderij. In 1640 gaat het landgoed over in handen van edelman David van Marlot, afkomstig uit Frankrijk. Prins Frederik Hendrik, die David de Marlot tot zijn vriendenkring rekende, besloot het bezit waardig te maken voor de status van deze edelman, die gouverneur was van zijn zoon prins Willem II. Frederik Hendrik verheft het land tot hoge heerlijkheid en beleent het onder de naam 'Marlot' aan David van Marlot. Vanaf die tijd is de naam Marlot aan het landgoed verbonden. In de jaren die volgden werd de boerderij uitgebreid tot een L-vormige, deels onderkelderde buitenplaats met topgevel. Davids zoon Lodewijk koos echter voor een ander goed uit het omvangrijke bezit van zijn vader. Het vrij eenvoudige huis Marlot paste volgens zijn vrouw, Anna Florentina van den Boetselaer, niet bij de oud-adellijke status van haar familie.
In de achttiende en negentiende eeuw werd het huidige huis verbouwd en vergroot. De zeventiende-eeuwse kelders en delen van het opgaand muurwerk zijn in het huidige hoofdgebouw nog aanwezig. Na de aankoop in 1917 van het gebouw door de gemeente Den Haag, werd het aangepast voor gebruik als school en het koetshuis verbouwd tot gymzaal. Het gebruik als school eindigt in 1978, waarna het gebouw geruime tijd leegstond. Rond 1988 werd het gebouw gerenoveerd en in gebruik genomen als kantoor.

## Het park
Nabij het huis bevinden zich enkele fruitmuren, waaronder een laat zeventiende-eeuwse slangenmuur, die een beschermde status hebben. Een latere eigenaar van landgoed Marlot, de Rotterdamse politicus Samuel van Hoogstraten, liet waarschijnlijk tussen 1802 en 1828 in de westelijke strook van het goed een park in landschapsstijl aanleggen. 
Parallel aan de huidige N44 loopt een kanaal door het landgoed, waarlangs een oude beukenlaan loopt. De erfgenamen van de laatste particuliere eigenaar Henri Emile baron van Herzeele, verkochten het landgoed in 1917 aan de gemeente Den Haag, die op een deel van het goed de aanleg van een villapark beoogde.

## Openstelling
Het park is opengesteld voor het publiek. Er is een niet toegankelijke kleine vogeltuin, die door de Haagse Vogelbescherming wordt onderhouden. Op een van de grasveldjes staat een zandstenen kunstwerk van Corinne Franzén-Heslenfeld uit 1938 getiteld 'Gerda met het rendier'. 
Aan het einde van het kanaal staat een beeldengroep waar een tijd weinig over bekend was. Inmiddels blijkt het om een kopie van het reliëf op het oude stadhuis in Den Haag te gaan. Het dateert uit 1882 en sierde een bijgebouw. Sinds circa 1980 stond het een beetje verborgen nabij de ingang van park Reigersbergen. Door vandalisme verpauperde het steeds meer. In 2011 werd park Marlot opgeknapt en is de beeldengroep daarheen verplaatst na gerestaureerd te zijn.
Foto's

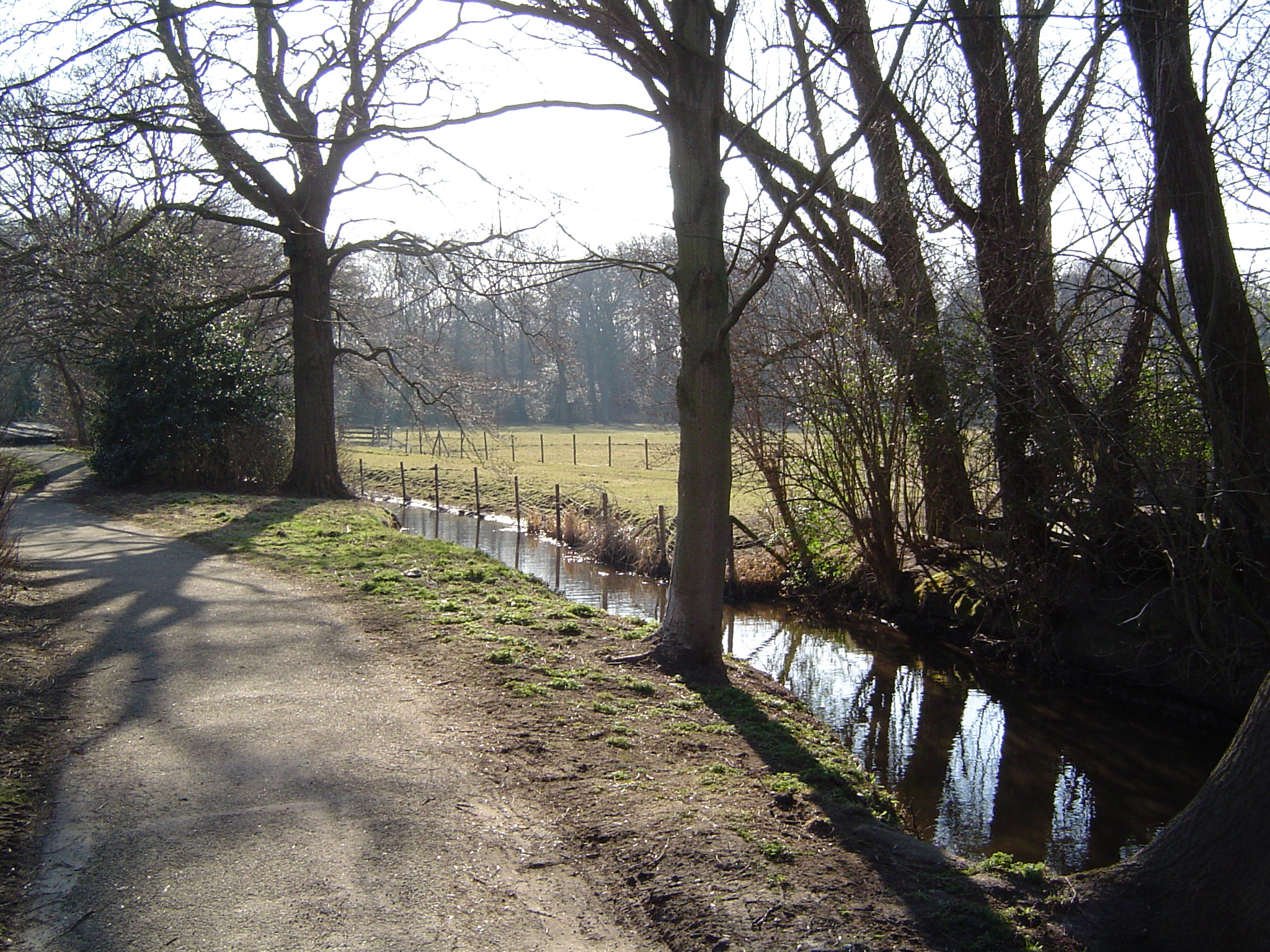
Landgoed Marlot
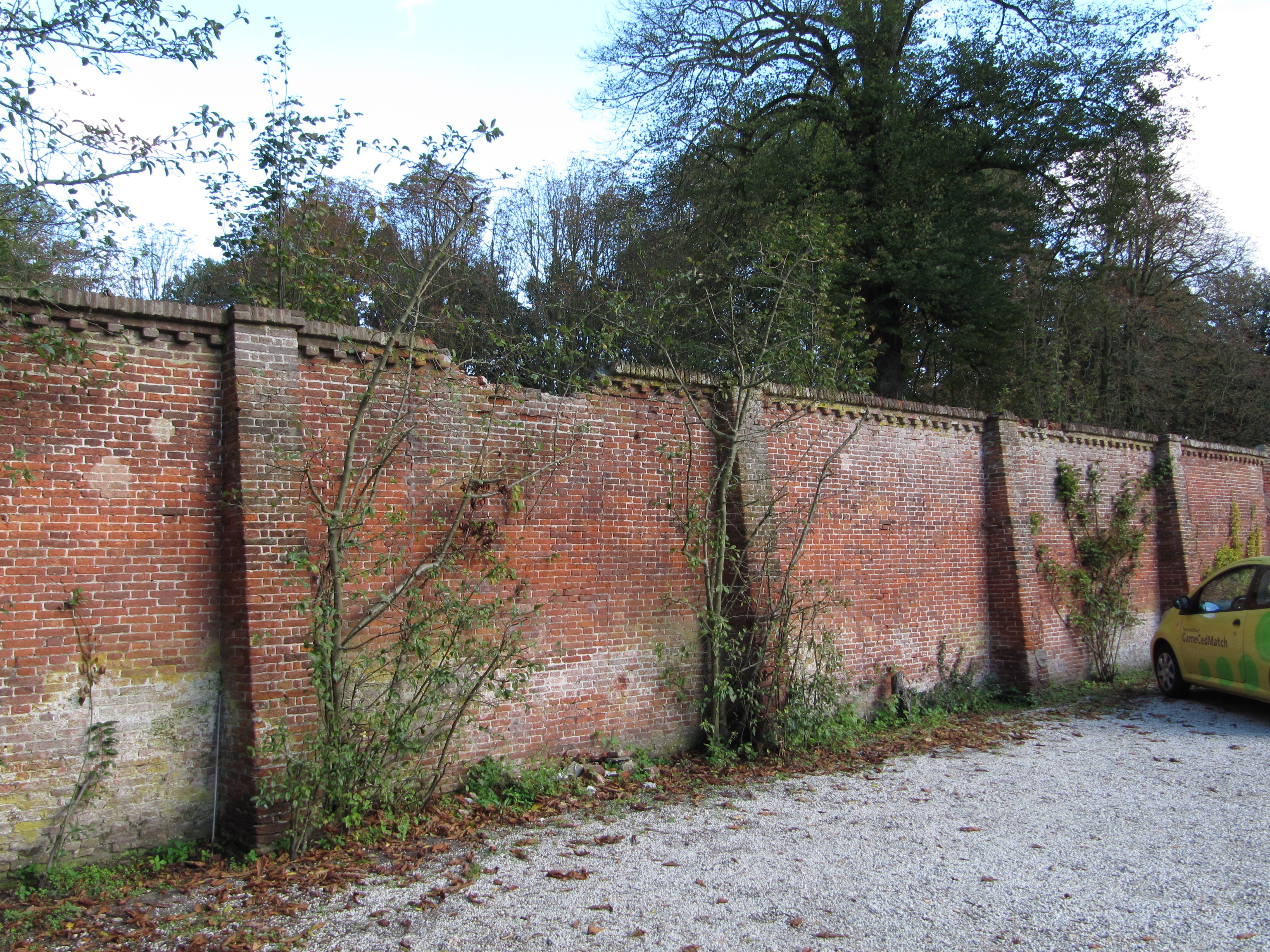
Fruitmuur
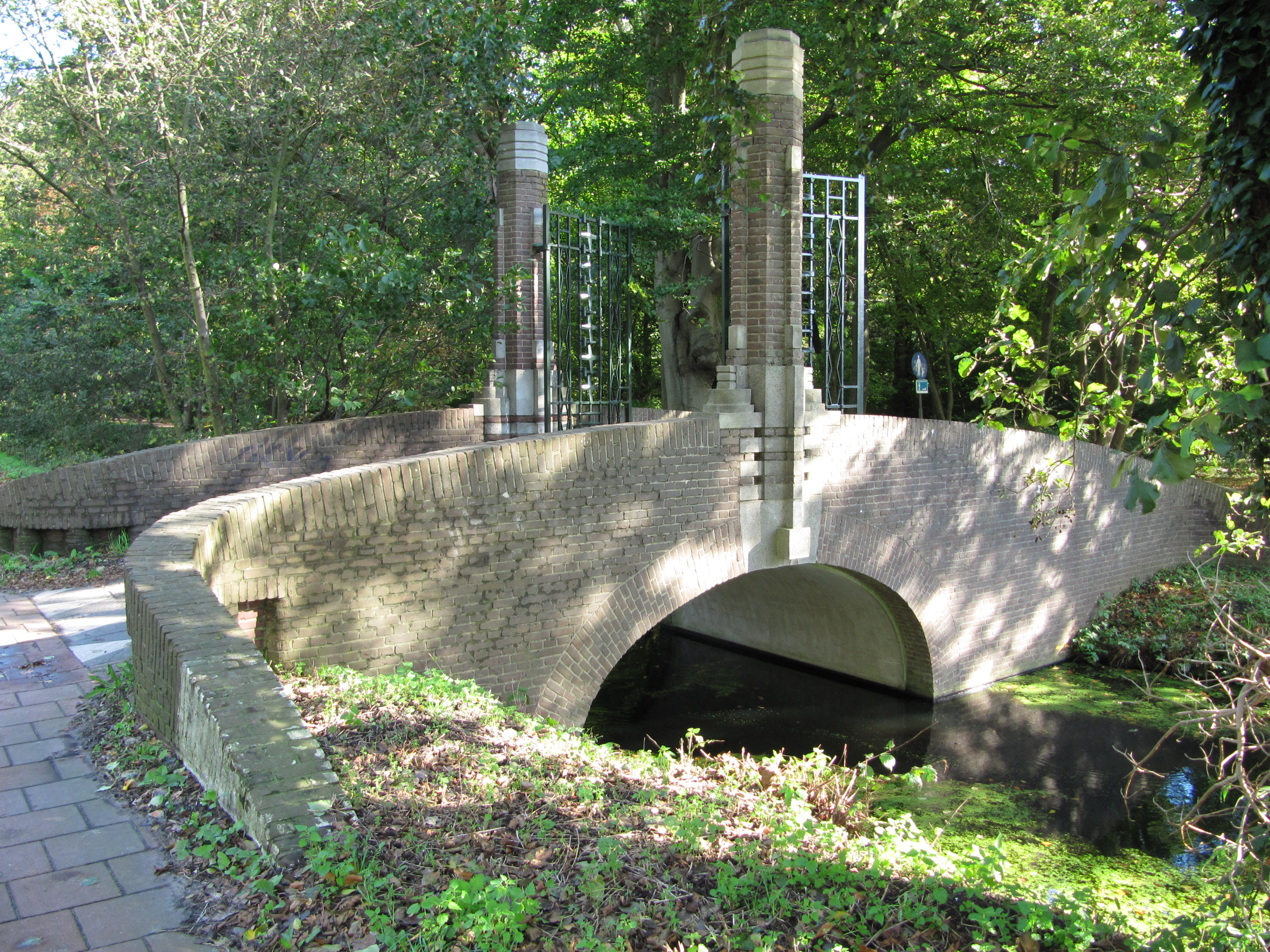
Brug met toegangshek (langs de N44)
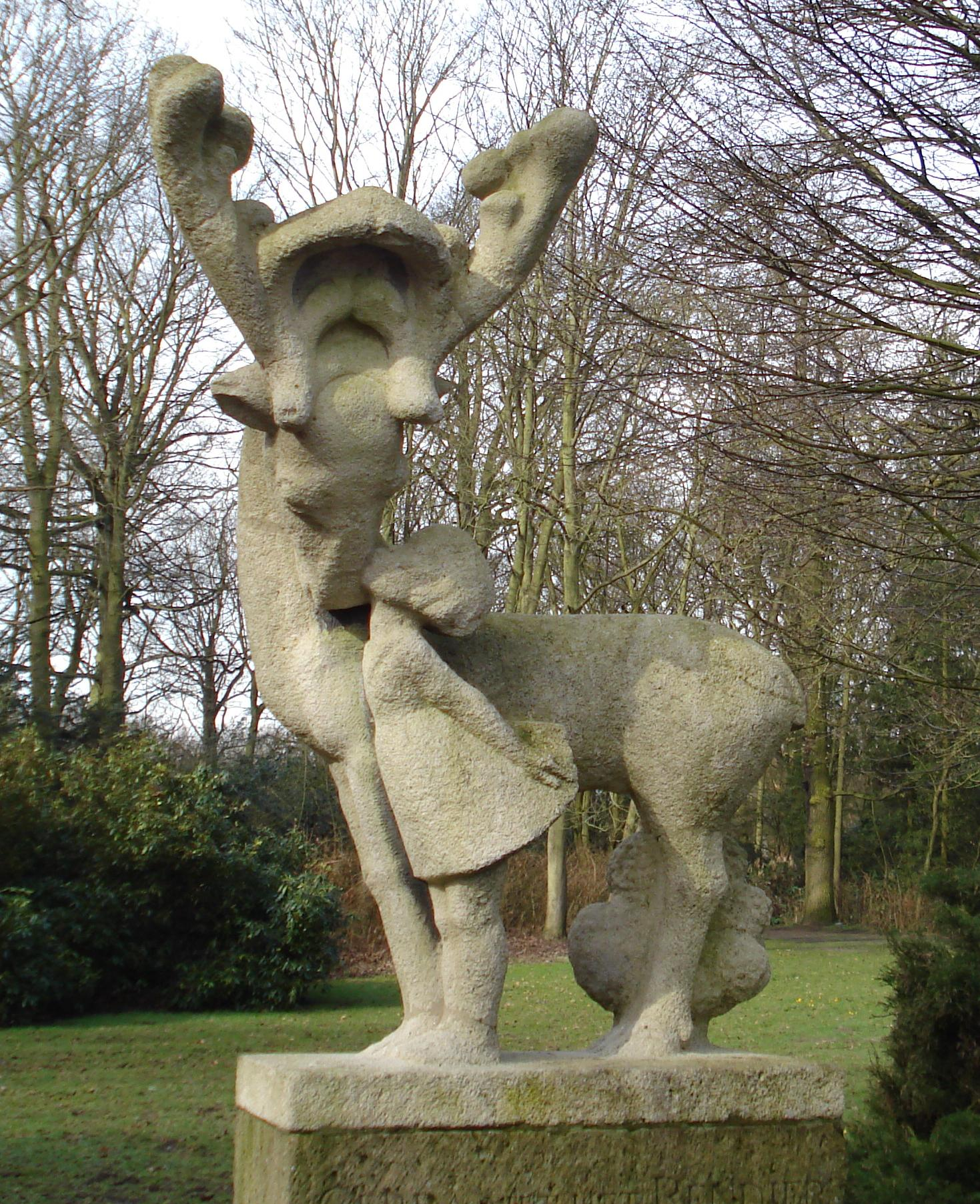
'Gerda en het Rendier'
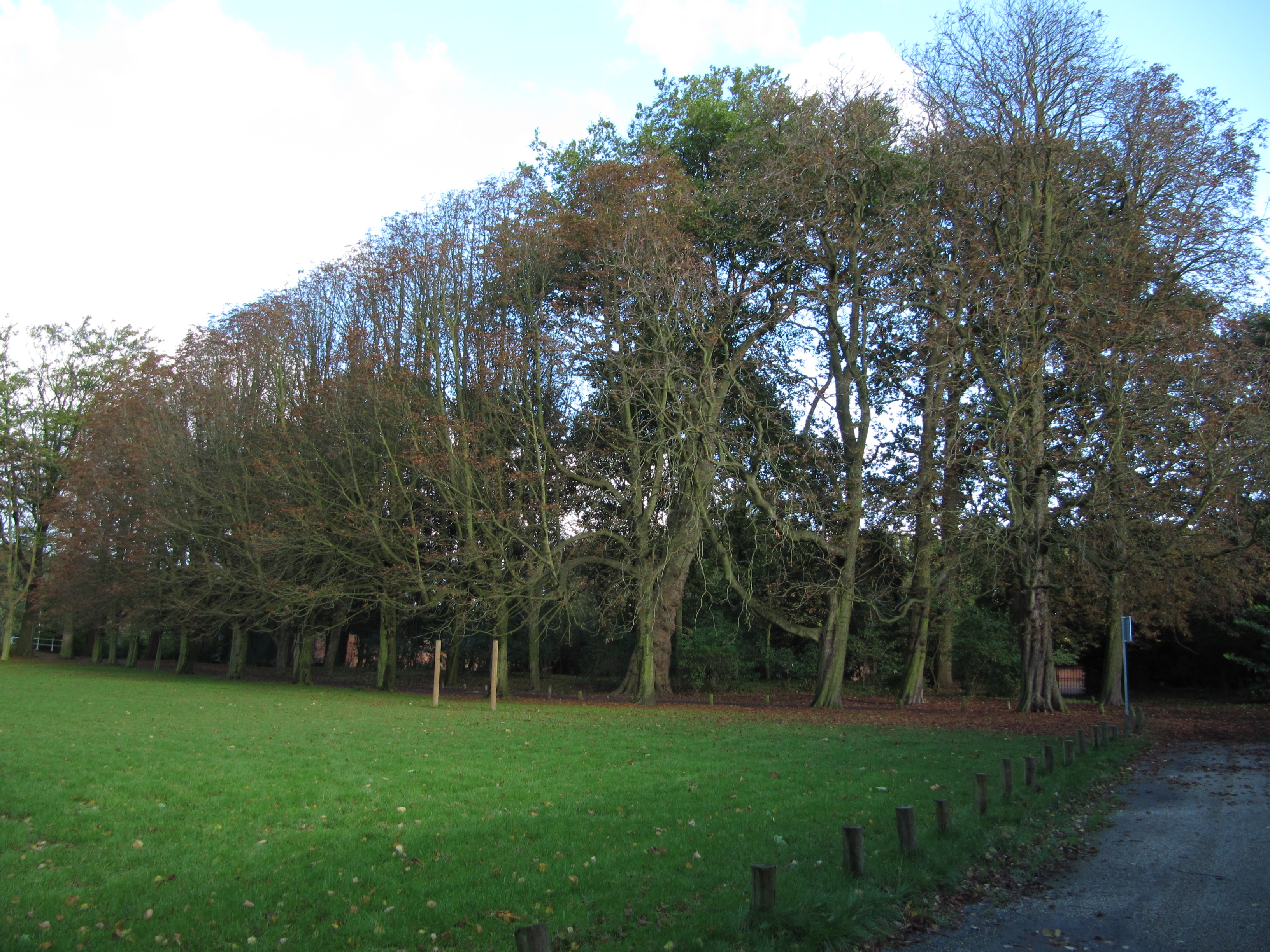
Parkaanleg
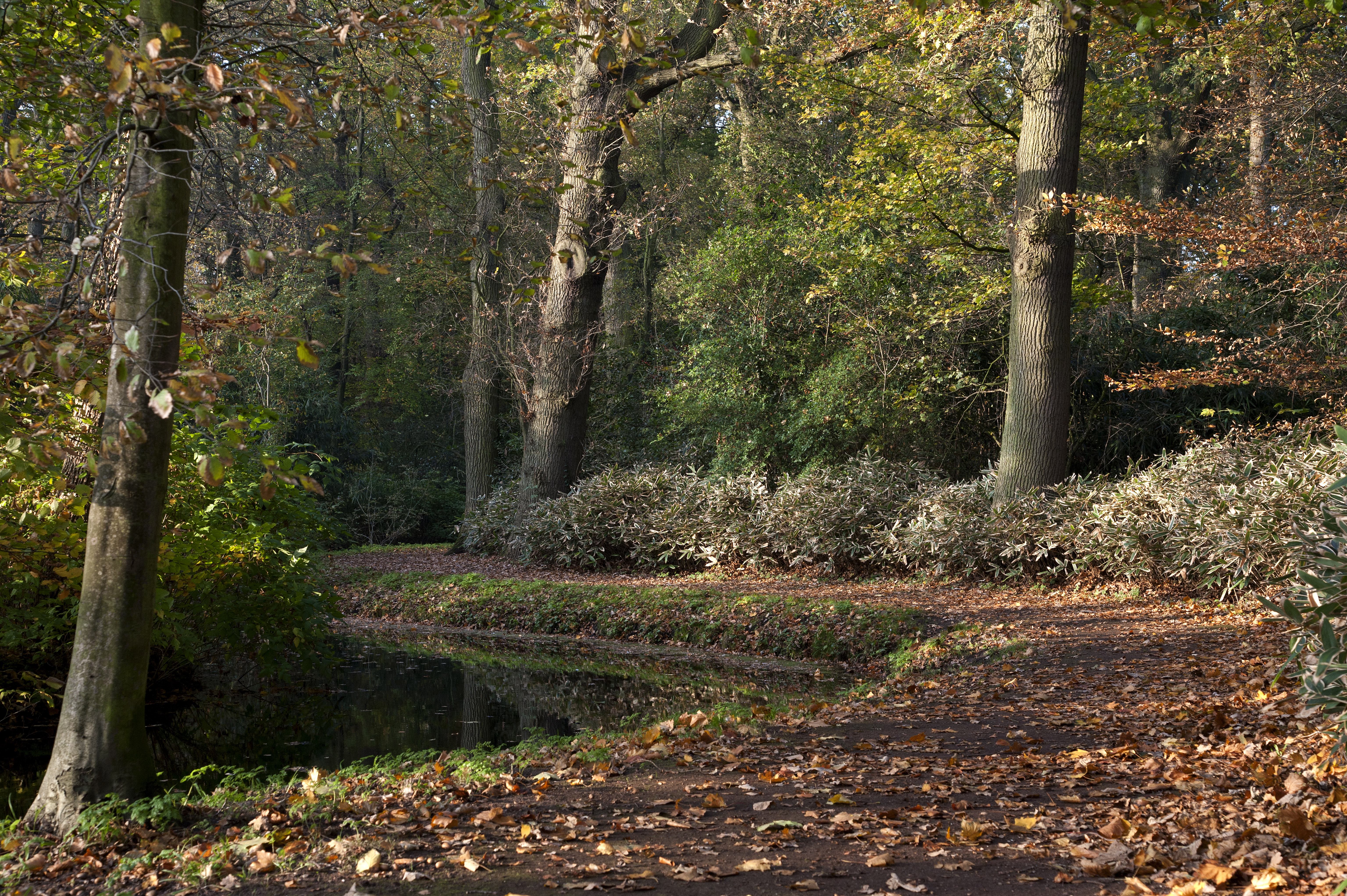
herfst in Park Marlot